# خورشیدگرفتگی ۲۵ ژانویه ۱۹۶۳
خورشیدگرفتگی ۲۵ ژانویه ۱۹۶۳ (به انگلیسی: Solar eclipse of January 25, 1963) یک خورشیدگرفتگی از نوع خورشیدگرفتگی حلقه‌ای است. این خورشیدگرفتگی در تاریخ ۲۵ ژانویه ۱۹۶۳ میلادی (‎۵ بهمن ۱۳۴۱ خورشیدی) روی داد که زمان اوج آن، ساعت ۱۳:۳۷:۱۲ به‌وقت ساعت هماهنگ جهانی بوده‌است. مدت زمان و طول این خورشیدگرفتگی ۰ دقیقه و ۲۵ ثانیه بود.